# طاقة الوضع الكهربائية
طاقة الوضع الكهربائية أو طاقة الوضع الإلكتروستاتية هي في الأساس طاقة وضع تقاس بالجول وقد تم وصفها باستخدام قانون كولوم

## التعريف
يتم تعريف طاقة الوضع الكهربية لنقطة ما بأنها الشغل المبذول في تحريك وحدة الشحنات الكهربائية من اللانهاية إلى تلك النقطة (دون إحداث أي تغيير في الطاقة الحركية لها ) . بشرط اختيار نقطة مرجعية يكون الجهد عندها يساوي صفراً .
ويتم تعريف طاقة الوضع الكهربية UE لجسيم نقطي q على بعد مسافة r من المجال الكهربي E بانها سالب الشغل المبذول W بواسطة القوة الكهروستاتيكية لجذبها من النقطة المرجعية rref إلي النقطة r :§25-1
| {\displaystyle U_{\mathrm {E} }(\mathbf {r} )=-W_{r_{\rm {ref}}\rightarrow r}=-\int _{{r}_{mref}}^{r}q\mathbf {E} \cdot \mathrm {d} \mathbf {s} }, |
حيث E' هو الحقل الكهربائي . و ds هو متجهه الإزاحة بين النقطة المرجعية إلي النقطة r . 

أو يمكن تعريفها باستخدام القانون التالي : 

| {\displaystyle U_{\mathrm {E} }(\mathbf {r} )=q\Phi (\mathbf {r} )}, |

## الوحدات
في نظام الوحدات الدولي يتم قياس طاقة الوضع الكهربائية بوحدة الجول على اسم الفيزيائي الإنجليزي جيمس بريسكوت جول . 

وفي نظام وحدات سنتيمتر غرام ثانية يتم القياس باستخدام إما وحدة الإرج أو الإلكترون فولت ورمزها eV حيث : 

1eV = 1.602×10−19 J

## طاقة الوضع الكهربائية لجسيم نقطي واحد

### طاقة الوضع الكهربائية لجسيم نقطيqفي وجود جسيم نقطيQ

طاقة الوضع الكهربائية لجسيم نقطي q في وجود جسيم نقطي Q.

طاقة الوضع الكهربائية لجسيم نقطي q في وجود n جسيم نقطي Q_{2} charge system:

نحسب طاقة الوضع الكهربائية UE لجسيم نقطي q على بعد مسافة r من جسيم نقطي Q من المعادلة التالية :

| {\displaystyle U_{E}(r)=k_{e}{\frac {qQ}{r}}}, |
حيث 

{\displaystyle k_{e}={\frac {1}{4\pi \varepsilon _{0}}}} ويسمي ثابت كولوم . 

r هي المسافة بين الجسيم النقطي q والجسيم النقطي Q .

### طاقة الوضع الكهربائية لجسيم نقطيqفي وجودnجسيم نقطيQi
طاقة الوضع الكهربائية UE لجسيم نقطي q في وجود n جسيم نقطي Qi اللازمة لتحريك وحدة الشحنات الكهربائية من اللانهاية إلى تلك النقطة . ويتم استخدام القانون التالي : 

| {\displaystyle U_{E}(r)=k_{e}q\sum _{i=1}^{n}{\frac {Q_{i}}{r_{i}}}}, |
حيث 

{\displaystyle k_{e}={\frac {1}{4\pi \varepsilon _{0}}}} ويسمي ثابت كولوم . 

r هي المسافة بين الجسيم النقطي q والجسيم النقطي Q .

## طاقة الوضع الكهربائية المخزنة في النظام
طاقة الوضع الكهربائية المخزنة UE في النظام تأتي من المعادلة التالية : 

| {\displaystyle U_{\mathrm {E} }={\frac {1}{2}}\sum _{i=1}^{N}q_{i}\Phi (\mathbf {r} _{i})={\frac {1}{2}}k_{e}\sum _{i=1}^{N}q_{i}\sum _{j=1}^{N(j\neq i)}{\frac {q_{j}}{r_{ij}}}}, |

|  |  |  |
|  |  |  |

حيث 

{\displaystyle \Phi (\mathbf {r} _{i})=\sum _{j=1}^{N(j\neq i)}k_{e}{\frac {q_{j}}{\mathbf {r} _{ij}}}},
حيث rij هي المسافة بين qj و ri .

## الطاقة المخزنة في المجال الكهربائي المنتظم
وتحسب من العلاقة التالية : 

{\displaystyle u_{e}={\frac {dU}{dV}}={\frac {1}{2}}\varepsilon _{0}\left|{\mathbf {E} }\right|^{2}.}

## الطاقة المخزنة في العناصر الإلكترونية

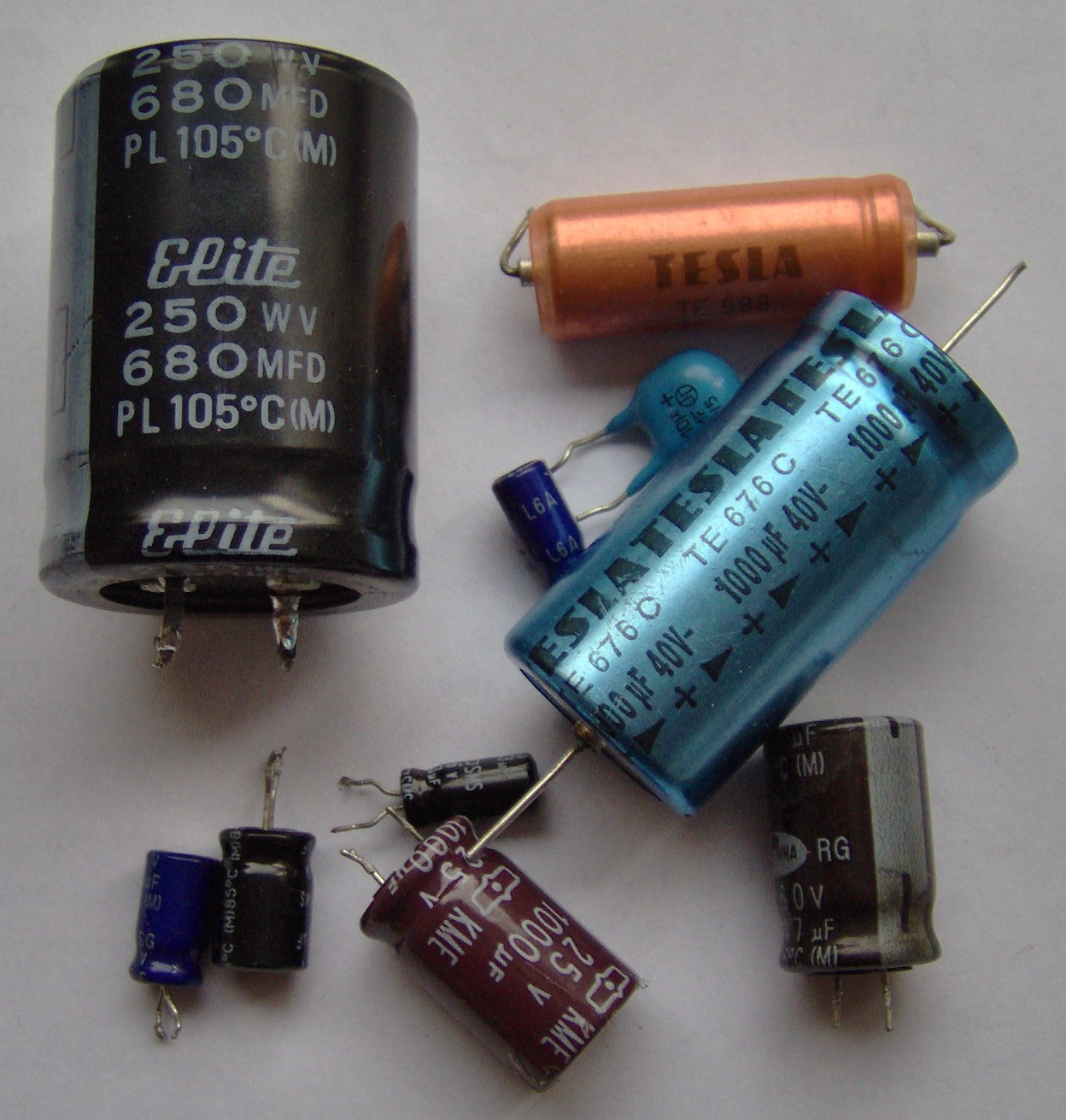
الطاقة المخزنة في العناصر الإلكترونية المكثف
U_{E}=½ CV^{2}

بعد العناصر الإلكترونية يستطيع تحويل الطاقة من صورة إلى صورة آخرى . فعلى سبيل المثال تستطيع المقاومة تحويل الطاقة الكهربائية إلى طاقة حرارية وهذا يسمي بقانون جول . ويتم حساب الطاقة المخزنة في المكثف من المعادلة : 

{\displaystyle U_{E}={\frac {1}{2}}QV={\frac {1}{2}}CV^{2}={\frac {Q^{2}}{2C}}}
حيث : 

C هي السعة الكهربية . 

V هو فرق الجهد الكهربي . 

Q هي الشحنة الكهربائية المخزنة في المكثف . 